# Opština Gazi Baba
Die Opština Gazi Baba (mazedonisch Општина Гази Баба; albanisch Komuna e Gazi Babës) ist eine der zehn Opštini der nordmazedonischen Hauptstadt Skopje. Sie liegt im östlichen Teil der Stadt und wird durch den Vardar in einen nördlichen und in einen südlichen Bereich geteilt. Der Bezirk hatte laut der letzten Volkszählung vom Jahr 2021 69.626 Einwohner. Davon waren 45.242 Mazedonier, 14.146 Albaner, 1.922 Roma, 1.328 Serben, 753 Bosniaken, 554 andere, 468 Türken, 185 Aromunen, 16 undeklariert, 10 unbekannt und 5.002 Personen wurden von den Gemeinderegistern gezählt, deren ethnische Zugehörigkeit unbekannt war.
Die Gemeinde ist benannt nach Aşık Çelebi (1519/20–1571), genannt „Gazi Baba“ („Vater des Krieges“), einem osmanischen Dichter.